# Rhizogeton fusiformis
Rhizogeton fusiformis är en nässeldjursart som först beskrevs av Agassiz 1862.  Rhizogeton fusiformis ingår i släktet Rhizogeton och familjen Hydractiniidae. Inga underarter finns listade i Catalogue of Life.